# Jan Zieliński (tenisista)
Jan Zieliński (ur. 16 listopada 1996 w Warszawie) – polski tenisista, dwukrotny zwycięzca turniejów wielkoszlemowych w grze mieszanej. 
Reprezentant w Pucharze Davisa, złoty medalista Letnich Igrzysk Olimpijskich Młodzieży 2014, wielokrotny medalista mistrzostw Polski, triumfator Australian Open 2024 i Wimbledon 2024 w grze mieszanej, finalista Australian Open 2023 w grze podwójnej.

## Kariera tenisowa

### Kariera juniorska
W sierpniu 2014, razem z Kamilem Majchrzakiem i Hubertem Hurkaczem zajęli drugie miejsce w drużynowych mistrzostwach Europy juniorów.
Na igrzyskach olimpijskich młodzieży rozgrywanych w Nankinie zdobył złoty medal w grze mieszanej, występując w parze z Jil Teichmann; w meczu finałowym pokonali miksta Ye Qiuyu–Jumpei Yamasaki 4:6, 6:3, 10–4. W grze podwójnej razem z Kamilem Majchrzakiem zajęli czwarte miejsce.

### Kariera zawodowa
W 2015 roku podczas mistrzostw Polski w zawodach gry mieszanej w parze z Olgą Brózdą wygrali finałowy pojedynek z Igą Odrzywołek i Mikołajem Jędruszczakiem wynikiem 7:6(6), 7:6(5). Na tych samych zawodach w parze z Jędruszczakiem zwyciężył w konkurencji gry podwójnej, pokonując w meczu mistrzowskim Marcina Gawrona i Adama Majchrowicza 5:7, 7:6(4), 10–3.
W 2018 roku został finalistą mistrzostw Polski w konkurencjach gry podwójnej i mieszanej. W 2019 roku wspólnie z Kacprem Żukiem triumfowali w rozgrywkach deblowych podczas narodowych mistrzostw Polski; w meczu finałowym pokonali Pawła Ciasia i Grzegorza Panfila wynikiem 6:4, 6:2. W 2020 roku razem z Kamilem Majchrzakiem zwyciężyli w zawodach deblowych podczas mistrzostw kraju, w spotkaniu mistrzowskim wygrywając 6:3, 6:4 z Kamilem Gajewskim i Dominikiem Nazarukiem. W 2021 roku po raz trzeci w rzędu został mistrzem Polski w grze podwójnej. Tym razem w parze z Szymonem Walkówem pokonali w finale 6:3, 4:6, 10–4 Karola Drzewieckiego i Kacpra Żuka. W lipcu razem z Walkówem osiągnęli finał zawodów cyklu ATP Tour w Gstaad. W tym samym sezonie wygrał pierwszy w swojej karierze turniej rangi ATP Tour w grze podwójnej. Startując w parze z Hubertem Hurkaczem, zwyciężył w turnieju w Metz, w finale pokonując Hugo Nysa i Arthura Rinderknecha 7:5, 6:3.
W 2022 roku razem z Andreą Vavassorim awansowali do meczu mistrzowskiego rozgrywek w Marrakeszu, w którym ulegli 1:6, 5:7 deblowi Rafael Matos–David Vega Hernández. Na mistrzostwach Polski po raz czwarty z rzędu został mistrzem kraju w deblu – razem z Kacprem Żukiem pokonali w finale Szymona Kielana i Filipa Peliwo 6:2, 6:1. Awansował również do meczu o tytuł w singlu, ale przegrał w nim 3:6, 2:6 z Danielem Michalskim. W sierpniu wspólnie z Nysem osiągnęli finał zawodów w Winston-Salem, gdzie przegrali z parą Matthew Ebden–Jamie Murray 4:6, 2:6. W kolejnym miesiącu zawodnicy triumfowali w rozgrywkach w Metzu, w meczu mistrzowskim pokonując Lloyda Glasspoola i Harriego Heliövaarę 7:6(5), 6:4.
W styczniu 2023 roku Zieliński wraz z Nysem awansowali do finału wielkoszlemowego Australian Open. W meczu o tytuł przegrali 4:6, 6:7(4) z Rinkym Hijikatą i Jasonem Kublerem. W maju Polak odniósł pierwszy turniejowy triumf w zawodach rangi ATP Tour Masters 1000, pokonując razem z Nysem w finale zawodów w Rzymie debel Robin Haase–Botic van de Zandschulp 7:5, 6:1.
Podczas Australian Open 2024 wspólnie z Nysem tym razem doszli do ćwierćfinału. Zieliński wystąpił również w grze mieszanej, dobierając się w parę w ostatniej chwili z wielokrotną mistrzynią wielkoszlemową Hsieh Su-wei. W finale po super tie-breaku pokonali triumfatorów Wimbledonu 2021 i 2022, czyli Desirae Krawczyk i Neala Skupskiego 6:7, 6:4, 11–9. Dla Zielińskiego był to pierwszy wielkoszlemowy triumf w karierze. Tajwanka zdobyła z kolei już siódme takie trofeum, ale po raz pierwszy w grze mieszanej.
W lipcu 2024 Zieliński ponownie wystąpił z Hsieh Su-wei w grze mieszanej, tym razem podczas Wimbledon 2024. Para dotarła do finału, w którym pokonała 6:4, 6:2 Giulianę Olmos i Santiago Gonzáleza.
W karierze zwyciężył w pięciu deblowych turniejach cyklu ATP Tour z trzynastu osiągniętych finałów. Wygrał również pięć turniejów o randze ATP Challenger Tour w grze podwójnej.
Najwyżej sklasyfikowany w rankingu ATP Tour w singlu był na 769. miejscu (20 września 2021), a w deblu na 7. pozycji (19 czerwca 2023).

### Historia występów wielkoszlemowych
Legenda
     W, wygrany turniej
     F, przegrana w finale
     SF, przegrana w półfinale
     QF, przegrana w ćwierćfinale
     xR, przegrana w x rundzie
     Qx, przegrana w x rundzie kwalifikacji
     A, brak startu
     NH, turniej nie odbył się

#### Gra podwójna
| Australian Open | A   | A   | A   | 1R  | F    | QF  | 3R  | 0 / 4  | 10 –4   |  |  |  |
| French Open     | A   | A   | A   | 3R  | 2R   | 3R  | 1R  | 0 / 4  | 5 – 4   |  |  |  |
| Wimbledon       | A   | NH  | A   | 2R  | 3R   | 1R  | 3R  | 0 / 4  | 5 – 4   |  |  |  |
| US Open         | A   | A   | A   | QF  | QF   | 2R  |     | 0 / 3  | 7 – 3   |  |  |  |
|                 |     |     |     |     |      |     |     |        |         |  |  |  |
| Bilans spotkań  | 0–0 | 0–0 | 0–0 | 6–4 | 11–4 | 6–4 | 4–3 | 0 / 15 | 27 – 15 |  |  |  |

#### Gra mieszana
| Australian Open | A   | A   | A   | A   | 1R  | W    | 2R  | 1 / 3  | 6 – 2  |  |  |  |
| French Open     | A   | A   | A   | A   | 1R  | SF   | A   | 0 / 2  | 3 – 2  |  |  |  |
| Wimbledon       | A   | NH  | A   | A   | 1R  | W    | QF  | 1 / 3  | 7 – 2  |  |  |  |
| US Open         | A   | A   | A   | A   | 1R  | QF   |     | 0 / 2  | 2 – 2  |  |  |  |
|                 |     |     |     |     |     |      |     |        |        |  |  |  |
| Bilans spotkań  | 0–0 | 0–0 | 0–0 | 0–0 | 0–4 | 15–2 | 3–2 | 2 / 10 | 18 – 8 |  |  |  |

### Finały w turniejach ATP Tour
| Legenda                                      |
| -------------------------------------------- |
| Wielki Szlem                                 |
| Igrzyska olimpijskie                         |
| Tennis Masters Cup / ATP Finals              |
| ATP Masters Series / ATP Tour Masters 1000   |
| ATP International Series Gold / ATP Tour 500 |
| ATP International Series / ATP Tour 250      |

#### Gra podwójna (5–8)
| Końcowy wynik | Nr | Data                 | Turniej                    | Nawierzchnia  | Partner          | Przeciwnicy                              | Wynik finału         |
| ------------- | -- | -------------------- | -------------------------- | ------------- | ---------------- | ---------------------------------------- | -------------------- |
| Finalista     | 1. | 25 lipca 2021        | Gstaad                     | Ceglana       | Szymon Walków    | Marc-Andrea Hüsler Dominic Stricker      | 1:6, 6:7(7)          |
| Zwycięzca     | 1. | 26 września 2021     | Metz                       | Twarda (hala) | Hubert Hurkacz   | Hugo Nys Arthur Rinderknech              | 7:5, 6:3             |
| Finalista     | 2. | 9 kwietnia 2022      | Marrakesz                  | Ceglana       | Andrea Vavassori | Rafael Matos David Vega Hernández        | 1:6, 5:7             |
| Finalista     | 3. | 27 sierpnia 2022     | Winston-Salem              | Twarda        | Hugo Nys         | Matthew Ebden Jamie Murray               | 4:6, 2:6             |
| Zwycięzca     | 2. | 25 września 2022     | Metz                       | Twarda (hala) | Hugo Nys         | Lloyd Glasspool Harri Heliövaara         | 7:6(5), 6:4          |
| Finalista     | 4. | 28 stycznia 2023     | Australian Open, Melbourne | Twarda        | Hugo Nys         | Rinky Hijikata Jason Kubler              | 4:6, 6:7(4)          |
| Zwycięzca     | 3. | 21 maja 2023         | Rzym                       | Ceglana       | Hugo Nys         | Robin Haase Botic van de Zandschulp      | 7:5, 6:1             |
| Finalista     | 5. | 29 października 2023 | Bazylea                    | Twarda (hala) | Hugo Nys         | Santiago González Édouard Roger-Vasselin | 7:6(8), 6:7(3), 1–10 |
| Zwycięzca     | 4. | 11 listopada 2023    | Metz                       | Twarda (hala) | Hugo Nys         | Constantin Frantzen Hendrik Jebens       | 6:4, 6:4             |
| Zwycięzca     | 5. | 3 marca 2024         | Acapulco                   | Twarda        | Hugo Nys         | Santiago González Neal Skupski           | 6:3, 6:2             |
| Finalista     | 6. | 21 kwietnia 2024     | Barcelona                  | Ceglana       | Hugo Nys         | Máximo González Andrés Molteni           | 6:4, 4:6, 9–11       |
| Finalista     | 7. | 9 lutego 2025        | Rotterdam                  | Twarda (hala) | Sander Gillé     | Simone Bolelli Andrea Vavassori          | 2:6, 6:4, 6–10       |
| Finalista     | 8. | 16 lutego 2025       | Marsylia                   | Twarda (hala) | Sander Gillé     | Benjamin Bonzi Pierre-Hugues Herbert     | 3:6, 4:6             |

#### Gra mieszana (2–0)
| Końcowy wynik | Nr | Data             | Turniej                    | Nawierzchnia | Partnerka    | Przeciwnicy                      | Wynik finału      |
| ------------- | -- | ---------------- | -------------------------- | ------------ | ------------ | -------------------------------- | ----------------- |
| Zwycięzca     | 1. | 26 stycznia 2024 | Australian Open, Melbourne | Twarda       | Hsieh Su-wei | Desirae Krawczyk Neal Skupski    | 6:7(5), 6:4, 11–9 |
| Zwycięzca     | 2. | 14 lipca 2024    | Wimbledon, Londyn          | Trawiasta    | Hsieh Su-wei | Giuliana Olmos Santiago González | 6:4, 6:2          |

### Zwycięstwa w turniejach ATP Challenger Tour w grze podwójnej
| Końcowy wynik | Nr | Data             | Turniej              | Nawierzchnia | Partner       | Przeciwnicy                       | Wynik finału      |
| ------------- | -- | ---------------- | -------------------- | ------------ | ------------- | --------------------------------- | ----------------- |
| Zwycięzca     | 1. | 26 września 2020 | Sybin                | Ceglana      | Hunter Reese  | Robert Galloway Hans Hach Verdugo | 6:4, 6:2          |
| Zwycięzca     | 2. | 17 kwietnia 2021 | Split                | Ceglana      | Szymon Walków | Grégoire Barrère Albano Olivetti  | 6:2, 7:5          |
| Zwycięzca     | 3. | 10 lipca 2021    | Brunszwik            | Ceglana      | Szymon Walków | Ivan Sabanov Matej Sabanov        | 6:4, 4:6, 10–4    |
| Zwycięzca     | 4. | 14 sierpnia 2021 | Meerbusch            | Ceglana      | Szymon Walków | Dustin Brown Robin Haase          | 6:1, 6:3          |
| Zwycięzca     | 5. | 12 marca 2022    | Roseto degli Abruzzi | Ceglana      | Hugo Nys      | Roman Jebavý Philipp Oswald       | 7:6(2), 4:6, 10–3 |

### Medale igrzysk olimpijskich młodzieży

#### Gra mieszana
| Końcowy wynik | Rok  | Turniej | Nawierzchnia | Partnerka     | Przeciwnicy              | Wynik finału   |
| Złoty medal   | 2014 | Nankin  | Twarda       | Jil Teichmann | Ye Qiuyu Jumpei Yamasaki | 4:6, 6:3, 10–4 |

## Życie prywatne
Syn Doroty i Andrzeja Zielińskich. W listopadzie 2022 oświadczył się Klaudii Kołakowskiej. 
Obecnie związany z węgierską tenisistką Dalmą Gálfi.